# 甘洛南站
甘洛南站（羅馬化：Ga Lo Yyx Hmy Bba Jop Zhap）是成昆铁路新建复线峨广铁路上的车站，位于四川省凉山彝族自治州甘洛县普昌镇普昌村。2022年12月26日，甘洛南站正式投入使用。

## 车站结构
甘洛南站站房地上二层、局部地下一层，建筑面积约5000平方米。站房外立面设计融入彝族坡屋顶建筑、刺绣图案符号。候车室最高聚集人数600人。甘洛南站站场规模2台4线。

## 接驳交通
甘洛南站站前广场占地面积64亩，建筑面积8475.53平方米。由于车站建在山坡上，站前广场为下沉式阶梯式两层，高差34米。其中，地面层功能为商业、活动广场及公共交通站停靠点，有19个大巴车停车位；地下层功能为地下停车库，有154个停车位，其中设有充电桩车位30个。